# Mauricio Jiménez Larios
Mauricio Jiménez Larios (San Salvador, 1949), es un pintor y escultor salvadoreño residente en España.

## Biografía
Realiza estudios artísticos en dicha ciudad en la escuela que dirige Benjamín Saúl y Serafín de Cos (UQUXKAH), ambos españoles, que emigraron a Centroamérica en los años sesenta y que desarrollaron allí una importante y amplia labor artística.
De 1969 a 1972 es profesor en el Centro Nacional de Artes y en los cursos de Extensión Cultural de la Universidad de El Salvador.
En 1973 se traslada a España para incrementar su formación, relacionándose estrechamente con creadores e instituciones del arte actual. Trabaja en la construcción del monumento al Descubrimiento de América en la Plaza de Colón de Madrid, bajo la dirección de Joaquín Vaquero Turcios.
En 1981 es creador y organizador de la Escuela de Artes Plásticas de Santa Fe, Granada, colabora con el Ayuntamiento y con la Diputación de Granada siendo comisario para la organización de la exposición del libro Fundación de Santa Fe, Siglo XV, y en otras actividades culturales.
De 1983 a 1987 es director de la Sala Juan de Villanueva del Ayuntamiento de Aranjuez, profesor en los talleres municipales de Artes Plásticas y organizador del Taller de Creatividad de dicha Sala.
En 1995 es director artístico de la Exposición de Artesanía en el Mercado Puerta de Toledo de Madrid, organizada por el Ministerio de Asuntos Sociales, en la campaña: «Somos iguales, somos diferentes».
Ha realizado diversas exposiciones tanto individuales como colectivas en Centroamérica, México, España y otros países de Europa.
Obras suyas escultóricas y de pintura mural, se encuentran entre otros lugares, en el Colegio mayor Nuestra Señora de Guadalupe y San Juan Evangelista de la Ciudad Universitaria de Madrid, Palos de la Frontera Huelva, en la Estación Terrena de Izalco de El Salvador, monumento a Cristóbal Colón en Santa Fe en Granada, monumento a Joaquín Rodrigo en Aranjuez, autor de la escultura galardón flamenco 'Calle de Alcalá', premio de Turismo 'Ciudad de Aranjuez', premio de la Facultad de Ciencias Universidad de Jaén, etc.
Ha colaborado con entidades locales de las comarcas de Sierra Mágina y El Condado en la provincia de Jaén, en el programa de señalización de rutas y servicios turísticos de dicha zona, mediante la realización de murales cerámicos.
Actualmente reside en Úbeda, Jaén, donde desarrolla su actividad artística y docente en su taller estudio Oyarkandal.